# ناظرآباد
ناظرآباد ، روستایی از توابع بخش مرکزی شهرستان مشهد در استان خراسان رضوی ایران است.
روستای ناظر اباد روستایی ییلاقی میباشد که به واسطه داشتن درخت های توت و دیگر میوه ها در فصل بهار و تابستان مردم را از نقاط مختلف شهر به این روستا میکشاند

## جمعیت
این روستا در دهستان طوس قرار دارد و براساس سرشماری مرکز آمار ایران در سال ۱۳۸۵، جمعیت آن ۳۵۰ نفر (۸۱خانوار) بوده‌است.
ناظر اباد از خاندان بزرگ کلاه داراز ها تشکیل شده است که هم اکنون این خاندان بزرگ در نقاط مختلف شهر و کشور پخش شده اند
امیدوار،خسروان‌جم،رستمی،تیموری و غلامی از بزرگترین و پرجمعیت ترین اقوام ناظر اباد میباشند که همگی از نسل کلاه دراز میباشند